# Death Threatz
Death Threatz è il secondo album in studio del rapper statunitense MC Eiht e il quinto del suo gruppo Compton's Most Wanted, pubblicato nel 1996.

## Tracce
1. Def Wish IV (Tap That Azz) – 5:34
2. Ain't Nuthin 2 It – 5:14
3. Killin Nigguz (featuring N.O.T.R.) – 5:26
4. Run 4 Your Life – 4:38
5. Endoness – 4:41
6. Thuggin It Up – 4:06
7. Love 4 the Hood (featuring Da Foe) – 4:54
8. Fuc Em All (featuring Havoc The Mouthpiece) – 4:32
9. Late Nite Hype Part 2 – 4:35
10. Set Trippin (featuring Boom Bam of N.O.T.R.) – 5:12
11. Collect My Stripez (featuring Young Prod.) – 4:34
12. Fuc Your Hood – 4:52
13. You Can't See Me (featuring Tha Chill of N.O.T.R.) – 4:21
14. Drugs & Killin – 4:21
15. Killin Season – 4:58